# Monde persistant
 (mai 2025).
- Si vous ne connaissez pas le sujet, laissez ce bandeau (vous pouvez alors contacter les auteurs).
- Si vous supprimez le contenu mis en cause (vous pouvez préalablement contacter les auteurs),

argumentez précisément cette suppression dans la page de discussion
(un manque de référence n'est pas un argument ; une recherche réelle de référence doit avoir été effectuée, être formellement documentée).
 (octobre 2013).
Si vous disposez d'ouvrages ou d'articles de référence ou si vous connaissez des sites web de qualité traitant du thème abordé ici, merci de compléter l'article en donnant les références utiles à sa vérifiabilité et en les liant à la section « Notes et références ».
Un monde persistant (persistent world en anglais) est un monde virtuel utilisé comme environnement dans un jeu de rôle en ligne sur ordinateur, qui ne cesse jamais d'exister. Il existe et évolue ainsi en permanence, même quand le joueur le quitte par déconnexion. En son absence, d'autres personnes continuent à jouer et le monde change. Lorsqu'il se reconnecte, le joueur retrouve donc le monde changé. C'est une sorte de monde parallèle, évoluant indépendamment du joueur, mais pouvant toutefois être modifié par celui-ci. L'influence qu'un personnage peut avoir sur le monde virtuel varie selon le jeu.
La création d'un avatar est requise pour y accéder.

## Définition
Un monde persistant persiste après le temps de jeu de l'avatar (le joueur), c'est-à-dire que les actions de ce dernier en ont modifié le cours de manière définitive, et non pas temporaire, comme dans la plupart des MMO (jeux massivement multi-joueurs).
C'est un monde où le joueur peut laisser une trace de son passage, et une partie du jeu est assimilable à une simulation. Un véritable monde persistant est vivant et doit fonctionner comme un bac-à-sable, c'est-à-dire offrir au joueur des options ou des capacités de modification définitives de l'environnement. Un des premiers essais du genre a été Second Life, qui était initialement présenté comme un jeu, mais était en réalité un réseau social 3D immersif.

## Jeux et projets de jeux à monde persistant
On trouve de véritables mondes persistants, en évolution permanente, dans des jeux comme PlanetSide 2, un MMOFPS, ou dans le MMORPG EVE Online.
EVE Online est actuellement l'un des seuls jeux, sinon le seul, à être doté d'un véritable univers persistant, c'est-à-dire un monde qui est dans l'état dans lequel les joueurs l'ont laissé en partant, et qui continue d'évoluer, même en leur absence. Dans ce jeu, chaque action a une conséquence directe sur les autres joueurs et sur le monde de jeu. Le monde de jeu évolue en fonction de ce facteur, mais surtout, la grande particularité vient du fait que tous les joueurs de la planète évoluent dans un seul et unique serveur commun. Là, et uniquement dans ce cas, on est bien dans un monde persistant, au véritable sens du terme.
Le jeu Worlds Adrift de la société Improbable propose aux joueurs de participer au développement d'espaces pouvant intégrer le monde persistant. Un éditeur d'îles est accessible gratuitement pour les utilisateurs. Lors de la mise à jour du jeu en mars 2018, l'éditeur a ajouté plus de 300 nouvelles îles conçues par les joueurs.
Les créateurs du MMO spatial en développement Star Citizen ont aussi comme projet d'implanter la persistance à long terme. Le jeu exploite une technologie appelée Persistent Entity Streaming (PES)  qui devra permettre de sauvegarder la position de n'importe quel objet de manière permanente dans l'univers. Pour l'instant, il ne permet qu'une persistance limitée à quelques jours, voire semaines pour les gros vaisseaux — et jusqu'à quelques heures pour les plus petits objets. Le développement d'une persistance à long terme est ralenti par les problèmes de performance et de synchronisation des serveurs que peut causer la gestion d'autant d'objets.
Le concepteur de Star Citizen, Chris Roberts, a illustré sa vision du monde persistant en expliquant :

« Je pourrais prendre cette tasse de café, monter dans mon vaisseau spatial, voler vers une autre planète, la laisser tomber dans une forêt, partir, revenir un mois plus tard, et si personne ne l’a prise, la tasse sera toujours là. »

— Chris Roberts, Citizencon 2949